# Hans Collaert

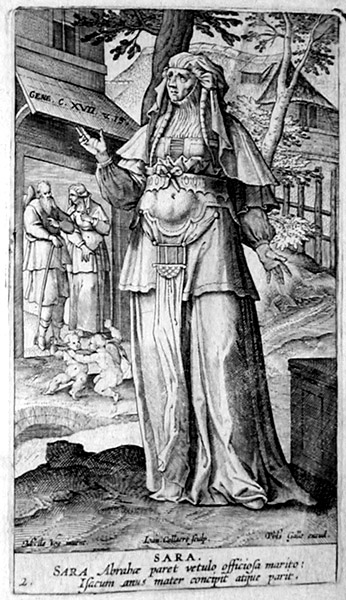
Gravure van Hans Collaert

Hans Collaert (ca. 1530 tot 1580) was een Vlaams graveur. Hij was vader van twee andere graveurs: Jan Collaert II en Adrian Collaert. Zij trouwden beiden met dochters van Philip Galle, ook een graveur. Hij heeft in Rome zijn kunst vervolledigd.

## Werken (selectie)
- Gezicht op Eggevoort, h×b: 138×199 mm. Eggevoort was een dorp vlak bij Brussel. Dit komt uit een serie gravuren die een gezicht geven over steden uit de omgeving van Brussel.
- Kennis (Cognitio), h×b: 111×71 mm. Op de bron is een vrouw te zien die een fakkel in haar handen vasthoudt. Dankzij het licht kreeg deze vrouw inzicht in de kennis dat het boek bevatte. Dit werk werd vervaardigd in 1557.
- Vulcanus (Vulcanis), h×b: 70×40 mm. Op deze brons staat Vulcanus, de god van smederij en vuur afgebeeld. Deze gravure is dus sterk onderhevig aan de renaissance.
- Sussana en de ouderlingen, h×b: 202×262 mm. Het werk Sussana en de ouderlingen werd vervaardigd in 1579. Op deze gravure is te zien hoe Sussana bestookt wordt door twee oudere mannen terwijl ze een bad nam in haar tuin. Ze probeert hen op een afstand te houden. Deze bron is gebaseerd op een verhaal uit de Bijbel. Onder aan de gravure is een Latijns onderschrift te vinden. Op de bron zien we dat de vrouw naakt is. De mannen dragen kledij die afstammen uit de klassieke oudheid. Op de achtergrond is een gebouw te zien dat uit de renaissance komt. Dit werk van Collaert heeft dus enorm veel kenmerken van de renaissance.